# Historieta en Costa Rica
El desarrollo de la historieta costarricense tuvo en sus inicios una evolución bastante intermitente debido a que, en los primeras décadas de desarrollo del periodismo local, prevaleció la caricatura política como forma de expresión de los artistas del «blanco y negro». Por ello, de los primeros historietistas costarricenses de los que se tienen noticias fue precisamente de caricaturistas propiamente dichos tales como Noé Solano (1899-1971) o Paco Hernández (1895-1961) quienes recurrieron a la «narrativa visual secuenciada» solo como un recurso más, destinado a desarrollar determinadas situaciones que, al final, remitirían a la sátira humorística, sin avanzar en el cultivo del arte de la historieta como tal. 

## Inicios de la historietatica

### Años 70
El arte de la historieta empieza despertar el interés de los artistas ticos con la inclusión en los periódicos nacionales de las primeras tiras cómicas distribuidas por los norteamericanos (tales como Tarzán, Rip Kirby o Lorenzo y Pepita) y la llegada al país de las historietas mexicanas de la editorial Novaro o Publicaciones Herrerías. Los registros de esos primeros historietistas propiamente dichos datan de los años 70, con artistas como Hugo Díaz Jiménez que, desde comienzos de esa década, inicia en el semanario Pueblo una serie de historietas satíricas de corte político social. Parte de esta serie se recopila en el libro El mundo de Hugo Díaz (1978), publicado por la Editorial Costa Rica. Díaz también realiza en formato de historietas un libro sobre los Cuentos el Tío Conejo y una serie sobre turismo nacional, patrocinada por el Instituto de Turismo, que publicó en el diario La República, así como un proyectos en historieta sobre la vida de Omar Torijos frustrado tras la invasión de Panamá en el año 1989. Hugo Díaz también fue parte de un meritorio intento de crear la primera historieta nacional, gracias a la iniciativa del escritor y dramaturgo Samuel Rowinski, con la serie Las fisgonas de paso ancho, serie que llegó hasta la tercera edición, a mediados de los años 80. 
Otro pionero de la historieta costarricense lo fue Fernando Zeledón Guzmán, al realizar para el semanario Adelante una serie similar titulada La semana en serio, la cual publica en forma ininterrumpida a lo largo de 17 años y en la cual crea una serie de personajes inspirados en la idiosincrasia costarricense, como el perrito «Cutacha», la abuelita de «armas tomar» Auristela, el pachuco «Patasdihule» y «Matráfula». Tras de la desaparición del semanario Adelante a comienzos de los años 90, Fernando Zeledón se abocó a otro proyecto de historietas satíricas en la que intentó rescatar a todos los personajes de La semana en serio con una nueva serie titulada Los supermaes (por la típica expresión costarricense mae equivalente al cuate o mano mexicano). Por su factura sumamente crítica, esta serie solo tuvo cabida, por un relativo breve período de tiempo, en el semanario Universidad. 
Hacia el año 1973 el dibujante Juan Díaz publica en el diario La Nación una serie con su personaje «Glupy» con la cual marca varios hitos en el naciente arte de la historieta costarricense, al ser la primera tira cómica costarricense que, además de esa peculiaridad, rompe con la tradición del humor político satírico con su contenido esencialmente didáctico. Sumado a lo anterior, Glupy se convierte en la primera (y hasta ahora única) tira cómica tica que logró tener proyección internacional al llegar a publicarse en más de 35 periódicos de América Latina a través de la agencia Servicios Periodísticos Internacionales (subsidaria de King Features). Otro hito que marca «Glupy» es que parece ser la primera tira cómica didáctica de la que se tenga noticia hasta ahora. 
Pocos años después el dibujante Carlos Alvarado publica en el diario Excelsior la primera tira de aventuras costarricense con su personaje Carlos Pincel, un espía que conduce un flamante Ferrari en las aún bucólicas calles de la Costa Rica de entonces.
Más o menos para la misma época, el dibujante y editor Carlos Figueroa lanza la revista ilustrada Tricolor en el cual, además de historietas extranjeras, se publican las producciones del chileno Víctor Canifrú y el salvadoreño Edmundo Anchieta, ambos afincados en Costa Rica, con historietas de corte «serio», las cuales tocaban, en capítulos aislados, temas sobre el folklore centroamericano y la historia costarricense. Tricolor se convierte más tarde (y gracias al apoyo del Instituto Nacional de Seguros) en la revista infantil Tricolín que alcanzó tirajes de hasta cincuenta mil ejemplares y llegó a crear un «club de amigos de Tricolín». Al perder el apoyo su principal patrocinador, Tricolín desapareció del escenario de las publicaciones nacionales pero recientemente su personaje principal será relanzado en dibujo animado con el concurso de estudios Flex.

### Década de los 80
En el año 1984 Óscar Sierra Quintero inicia la publicación en el diario La Nación (y posteriormente en el semanario en idioma inglés The Tico Times) la serie historietada Mitos y leyendas de Costa Rica la cual se transformó, años después, en Mitos y leyendas de Latinoamérica. La serie se publicó en forma ininterrumpida durante siete años, de 1984 a 1991. La suspensión de la serie se debió a una imprevista decisión de la directiva del diario, pese al apoyo del público lector. En esta misma década, el mismo autor crea y organiza, con el apoyo entusiasta de varios colegas nacionales, el movimiento de La Pluma Sonriente, una organización que nace con objetivo de promover el desarrollo del humor gráfico y la historieta y su posterior proyección internacional, a través de la integración de esfuerzos entre sus miembros, el trabajo colegiado y la retroalimentación de ideas, técnicas y conocimientos. Muchos de estos nuevos valores de la caricatura y la historieta cómica nacional encuentran la oportunidad de dar a conocer su producción a través del «Salón Anual del Humor y la Historieta “La Pluma Sonriente”» (cuyas actividades se mantienen hasta la fecha, enfatizando la actividad con la historieta, en una nueva división de la organización llamada "La Pluma Cómic") y de las revistas de humor "De Oreja a Oreja" y "La cabra en Patines", creadas y dirigidas por Oscar Sierra entre los años de 1985 y 1990.
Franco Céspedez se dedica a «historietar» la pasión del aficionado al fútbol costarricense. Su obra El fanático ve la luz en periódicos y a manera de revista independiente, sin embargo, no logra el financiamiento necesario y desaparece al cabo de tres ediciones.

### Década de los 90 y actual
A partir de la década de los 90, la fuerte influencia de los videojuegos y el manga y el animé, inspira a una nueva generación de jóvenes y entusiastas creadores (no vinculados con ningún movimiento en especial) a publicar sus propias producciones, bajo este particular estilo, en las efímeras revistas Camaleón, K-Oz, en un material de una meritoria factura artística pero carente, en su mayor parte, de un buen contenido argumental, elementos que, de todas formas, no desmerecen el valioso aporte que estas iniciativas han dado al desarrollo de la historieta nacional.
En el año 1997 Sierra publica en el diario El Heraldo la tira cómica didáctica Galoxi y una serie en historietas sobre las fábulas clásicas.
En los años 1992 y 1997 «La Pluma Sonriente» invita a venir a Costa Rica al historietista mexicano Eduardo del Río Rius, a participar en su 12º y 17º Salón Anual de la Caricatura y la Historieta
Otro paso inconcluso pero significativo en la evolución del cómic costarricense, lo dan las humoristas Marcia Saborío y María Torres al editar, a mediados del año 1999 y bajo la dirección artística de Oscar Sierra, la historieta Corazones no sabemos, inspirada en los guiones de un exitoso programa humorístico de televisión por ellas realizado, denominado Caras vemos. La evidente falta de desarrollo editorial y de apoyo financiero que sigue teniendo la historieta costarricense, hace que esta iniciativa llegue a su prematuro final, como tantas otras, al arribar al tercer número.
En el año 2000 a empresa «Asesores Gráficos» pública la revista bimensual Neozaga la cual tuvo una duración de 9 números.
Para recibir el nuevo siglo, el diario La Nación lanza en el 2001 Pantys, la primera tira cómica humorística nacional, realizada por el joven creador Francisco Mungía, la cual tuvo el especial mérito de encabezar la sección diaria de tiras cómicas de este importante matutino. Dicha tira dejó de publicarse en julio del 2002.
En octubre del 2001, La Pluma Cómic realiza su primera actividad en pro del desarrollo de la historieta costarricense con La semana de la historieta, en una serie de actividades culturales realizadas en la ciudad de Liberia (ubicada cerca de la frontera con Nicaragua), por iniciativa del miembro Ronald Díaz, que comprendieron una exposición de historietas de los miembros de la organización, charlas, conferencias y talleres para niños. La página de historietas humorísticas "Pura Vida" se publica en el periódico Al Día, esta publicación dura más de 8 años.
En enero del 2002, el creador de origen colombiano Nelson Cervera edita y lanza, en asocio con el excelente historietista barranquillero Sergio González y en formato de fascículos mensuales, el curso de Manga tutor que tiene la original modalidad de asesorar a los estudiantes que adquieren los números mes a mes, a través del correo electrónico.
En el 2003 La Pluma Cómic presenta la primera exposición de historieta costarricense en Milán Italia, a través de la Fundación Franco Fossatti, con originales de sus miembros y una muestra en veinticinco láminas sobre la Historia de la historieta costarricense. Esta muestra se presenta el mismo año en el Museo de la Caricatura y la Historieta de México D.F..
En la año 2007, se llevó a cabo el Primer colectico de cómic costarricense, que reunió a 17 artistas, Ariel Arburola, Douglas Campos, Allan Cedeño, Rodmi Cordero, Francine Delgado, Mario Espiniza, Pablo Granados, Roberto Guillén, Alex Monzón, Francisco Mungía, Asdrubal Piedra, Carlos Eduarte, Vicky Ramos, Carlos Redondo, Carlos Salazar, Osvaldo Sequeira y John Tims.
En abril del año 2010 La Pluma Cómic (división de La Pluma Sonriente) le organiza en San José un homenaje al dibujante Ángel Mora Suárez, autor de la historieta mexicana Chanoc. Por esa misma época un grupo de jóvenes entusiastas del manga y el cómic organiza, el Festival del Comic Party, a realizarse en septiembre del 2010.
En agosto del 2011 el movimiento artístico cultural La Pluma Comic lanza el libro de 120 páginas (formato 21 x 28 cm) Leyendas costarricenses en novela gráfica que incluyen nueve de las más conocidas leyendas tradicionales de Costa Rica, con historietas realizadas por Oscar Sierra Quintero y Ronald Díaz Cabrera Rodicab, gracias a un premio conferido por la Fundación Ford Motors Company en la categoría de la Educación para la Herencia Cultural.
Ese mismo años un grupo de estudiantes de la Universidad de Costa Rica lanza la revista fanzine Zarpe Cómics formado por Sergio Acuña, Katherine Lobo, Daniel Mora, Dan Mora y Cezar Acuña, a la vez también nace la página de Coin Comics la cual permite a diversos dibujantes del país a publicar sus historias en ella, inauguró con las historietas nombradas: Dark Revelation, Memorias de Angel Cou y Maleficencia.
Ya para finales del 2012 (21 de diciembre) la firma independiente Ticomik estrena Ángeles de Acero con su volumen 0, teniendo como fecha de salida de la número 1 el 22 de febrero de 2013.
El 22 y 23 de noviembre de 2014 en el evento Kuri, se da el lanzamiento oficial de las obras de grupo Empirical Ghosts. Estas son el reinicio de Densetsu No Senshi, un manga nacional por el autor Josh Hagaren que había estado teniendo presencia desde hace años en los eventos nacionales, Alfa Cortex por el autor Dave Salazar, un cómic ambientalista con dibujos avant garde y por último, Infinitia por Dmon Leon, un híbrido de prosa y cómic que mezcla fantasía y realidad. Este grupo se ha mantenido activo desde entonces.